# آرتور ریوز
آرتور ریوز (انگلیسی: Arthur Reeves؛ 1837 – ۱۹۱۵ (۷۷−۷۸ سال)) بازیکن فوتبال اهل پادشاهی متحد بریتانیای کبیر و ایرلند بود.
از باشگاه‌هایی که در آن بازی کرده‌است می‌توان به باشگاه فوتبال استوک سیتی اشاره کرد.